# Giove Versore
Giove versore è il nome osco-italico della divinità greca Zeus Trophaios, letteralmente "che fa voltare gli eserciti". 

## Testimonianze

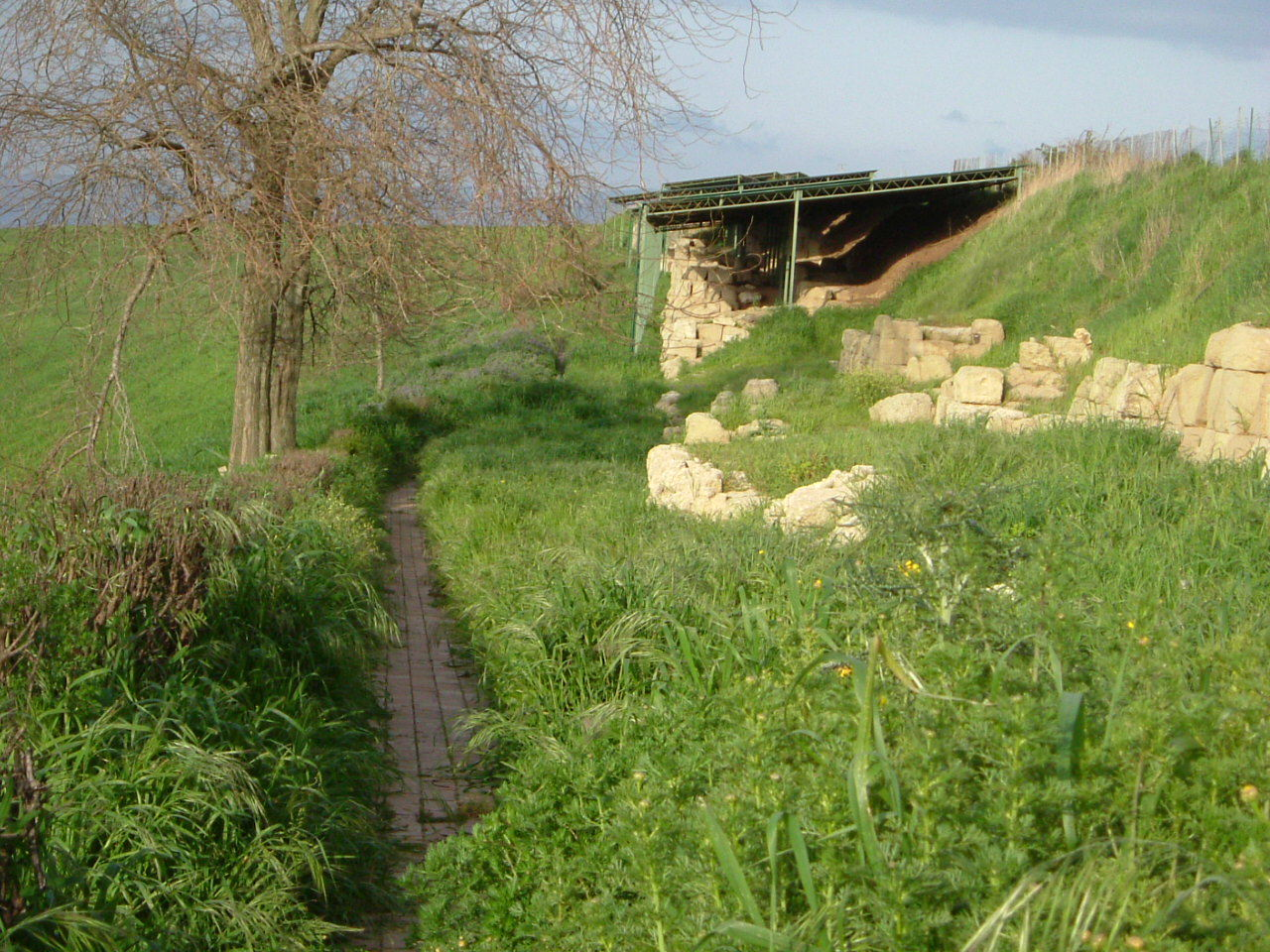
Le mura greche di Hipponion

La presenza di questo epiteto è attestata nella colonia magnogreca di hipponion, oggi Vibo Valentia, intorno alla fine del IV o agli inizi del III secolo a.C. ed è mutuata da una laminetta di forma rettangolare allungata in bronzo (o rame; non se ne ha la certezza perché il documento, di cui pure esiste una fotografia, è oggi scomparso) su cui è incisa un'iscrizione in alfabeto latino: 
La lamina presenta due fori quadrangolari alle sue estremità così da lasciare intendere di essere affissa ad un altare e prescrivere il sacrificio di un toro a tale divinità.
Se la datazione, basata su criteri paleografici, è valida, si può considerare che in una situazione di particolare difficoltà per gli abitanti della città sia stato innalzato un altare ed organizzato il rito sacrificale. Tra il IV ed il III secolo Hipponion è occupata dai Bruzi e proprio in quegli anni si possono inserire gli interventi militari di condottieri greci, Alessandro il Molosso o Pirro, nel tentativo di riconquistare alla grecità le città dell'Italia meridionale.